# Łania kerynejska
Łania kerynejska (gr. Κερυνῖτις Ἔλαφος Kerynîtis Élaphos, łac. Elaphus Cerynitis) – w mitologii greckiej niezwykle szybkie zwierzę, zwane też Cerynitis. Miała rogi ze złota, sierść ze srebra, a kopyta z brązu. Poświęcona była Artemidzie. Według legendy, Artemida znalazła pięć takich zwierząt, z których cztery zaprzęgła do swego powozu, a piąte uciekło.
Schwytanie i przyniesienie Eurysteuszowi Cerynitis było trzecią pracą Heraklesa (według innych źródeł czwartą). Po długotrwałym (rocznym) pościgu Herakles zdołał schwytać zwierzę, przy użyciu strzały o grocie zamoczonym w trującej krwi Hydry lernejskiej, którą przestrzelił przednie nogi zwierzęcia. W drodze powrotnej spotkał Artemidę. Oskarżyła ona Heraklesa o świętokradztwo, lecz wyjaśnił on, że było to konieczne, żeby zakończyć zadanie. Artemida zgodziła się zaczekać z odebraniem łani, aż zadanie Heraklesa zostanie uznane za zakończone przez Eurysteusza. Aby uniknąć zamknięcia łani w menażerii króla, Herakles skłonił go, by sam odebrał zwierzę. Łania okazała się zbyt szybka i uciekła.